# Christian Lange
Christian Lous Lange (Stavanger, 17 september 1869 – 11 december 1938) was een Noors historicus, leraar en politiek wetenschapper. Hij was een vooraanstaand figuur op het gebied van theorie en gebruik van internationalisme .

## Biografie
Christian Lange werd geboren in Stavanger, een gemeente in het zuidwesten van Noorwegen en de hoofdstad van de provincie Rogaland. De vader van Lange was een militair ingenieur. 
Christian studeerde af in 1887 aan de middelbare school. Nadat hij afgestudeerd was verkoos hij om Frans, geschiedenis en Engels verder te studeren aan de universiteit van Oslo. 
Lange behaalde in 1893 zijn Master of Arts aan de Universiteit van Oslo. Hierna gaf hij nog les in verschillende middelbare scholen in Oslo. Na een aantal jaren lesgeven besloot hij om zich te doctoreren aan de universiteit van Oslo. 
In 1899 kwam Lange voor het eerst in contact met een internationalistische beweging. Hij werd aangesteld als secretaris van een comité dat een conferentie in Oslo organiseerde over de Interparlementaire Unie. Deze bevorderde de discussies tussen verschillende parlementsleden van verschillende landen. Zijn organisatietalent viel op. Het jaar nadien, in 1900, werd hij secretaris van het Nobelcomité van het parlement van Noorwegen. Hij behield deze positie tot 1909. In dat jaar werd hij secretaris-generaal van de Interparlementaire Unie. Deze positie behield hij tot 1933. 
Zijn intellectuele steun voor het internationalisme werd aangetoond in het eerste volume van zijn drieledig werk, Histoire de l'internationalisme. Christian Lange deelde zijn Nobelprijs voor de Vrede met  Hjalmar Branting in 1921 voor onder andere dit werk. 
Lange stierf op 69-jarige leeftijd, een dag na de zeventiende verjaardag van zijn Nobelprijs. Hij was vader van  Carl Viggo Manthey Lange, Halvard Lange and Christian August Manthey Lange.